# Omec (politická strana)
Omec (hebrejsky אומץ‎, doslova Odvaha) byla izraelská politická strana existující krátce během roku 1981 a potom v letech 1983–1988. Původně se nazývala Rafi-Rešima mamlachtit (רפ״י – רשימה ממלכתית‎), ale přímo nesouvisela se staršími politickými formacemi Rafi a Rešima mamlachtit ze 60. a 70. let 20. století.

## Okolnosti vzniku a ideologie strany
Rafi-Rešima mamlachtit vznikla v lednu roku 1981, když se tři poslanci Knesetu Jig'al Hurvic, Jicchak Perec a Zalman Šoval odtrhli od Likudu. Hurvic i Šoval byli dříve členy strany Rešima mamlachtit. Po třech měsících existence ale z nové frakce odešli poslanci Hurvic a Šoval (přešli do strany Telem). Zbyl jediný poslanec Perec a ten svou frakci přejmenoval na Rešima mamlachtit (opět jde jen o volnou návaznost na stejnojmennou stranu staršího data). Strana ale zcela zanikla, když ji opustil i Perec, který krátce před volbami roku 1981 odešel zpět do Likudu.
Strana byla obnovena Jig'alem Hurvicem v roce 1983 pod názvem Rafi-Rešima mamlachtit, poté co se rozpadl poslanecký klub strany Telem. Před volbami roku 1984 byla přejmenována na Omec. Ve volbách získala jeden poslanecký mandát (Jig'al Hurvic). Navzdory nevelkému významu byla přizvána do vlády národní jednoty Šimona Perese. Dne 27. srpna 1988 se ale strana spojila s Likudem a poté přestala fungovat.